# Georges Goetgebuer
Georges Goetgebuer (Gent, 29 april 1890 - Beernem, 16 april 1939) was een Belgisch volksvertegenwoordiger.

## Levensloop
Goetgebuer begon in het beroepsleven als ijzerdraaier. In 1910 werd hij hoofdpropagandist voor het ACV-Metaal. Tijdens de Eerste Wereldoorlog publiceerde hij aan het front een blad voor de Gentse soldaten. Na de wapenstilstand hernam hij zijn taak als propagandist van de centrale. In 1920 werd hij er algemeen secretaris. 
Op 20 november 1921 werd hij verkozen tot katholiek volksvertegenwoordiger voor het arrondissement Veurne-Diksmuide-Oostende. Hij vervulde dit mandaat tot in 1929. Hij werd ook gemeenteraadslid in Oostende (1926-1930).
Gezondheidsproblemen verhinderden hem verdere activiteiten en hij was pas 48 toen hij stierf.